# Nguyễn Hải Phong (nhạc sĩ)
Nguyễn Hải Phong (sinh ngày 23 tháng 5 năm 1982) là một nam nhạc sĩ, ca sĩ, nhà soạn nhạc kiêm nhà sản xuất thu âm người Việt Nam. Anh từng giành được hai đề cử tại giải Cống hiến trong suốt sự nghiệp của mình.

## Sự nghiệp
Nguyễn Hải Phong sinh ra và lớn lên ở Thành phố Huế trong một gia đình có 3 người con, anh là con út. Anh tốt nghiệp Trường Đại học Văn hóa Thành phố Hồ Chí Minh với thành tích xuất sắc. Nhưng ít ai biết rằng, anh từng có thời sinh viên không mấy khá giả, phải làm nhiều nghề để kiếm sống.

### Năm 2007:
Nguyễn Hải Phong ra mắt thị trường âm nhạc lần đầu với bài Ngây ngô do Lam Trường trình bày. Đến năm 2007, bài Bàn tay trắng đã giành được Giải Bài hát do khán giả bình chọn trong lễ trao giải Bài hát Việt 2007.

### Năm 2008:
Bài hát Góc tối do anh sáng tác và thể hiện đã giành được Giải bài hát của tháng và Giải ca sĩ được yêu thích tháng 5 trong chương trình Bài hát Việt. Bài hát Góc tối còn được Hội đồng thẩm định bình chọn là bài hát mang phong cách rock đương đại nổi bật.

### Năm 2009:
Nguyễn Hải Phong thành lập công ty riêng có tên NHP Entertainment, là một công ty chuyên về giải trí và các sản phẩm âm nhạc.

### Năm 2011:
11.2010 – 01.2011: Giám khảo - Biên tập chương trình “Sao mai điểm hẹn 2010”.
Ngày 15 tháng 1 năm 2011, Nguyễn Hải Phong đã phát hành album "Linh hồn và thể xác" đầu tay với dòng nhạc chủ đạo là Gothic rock, một vài ca khúc được phối theo nhạc pop, dance. Album bao gồm 8 ca khúc được chia làm 2 phần, phần 1 là những hit cũ được phối lại như Tan biến, Góc tối, Dòng thời gian, Lột xác. Phần 2 là những sáng tác mới như Linh hồn và thể xác, Con ma, Nhắm mắt, Cậu ấm.
Tháng 8 năm 2011, nhạc sĩ Nguyễn Hải Phong cùng ca sĩ Linh Phi đã được mạng di động Vietnammobile chọn làm đại diện cho nhãn hàng.

### Năm 2014 - 2019:
Nguyễn Hải Phong trở thành gương mặt quen thuộc với vai trò:
Giám đốc âm nhạc, sản xuất âm nhạc, giám khảo chuyên môn cho các cuộc thi, chương trình âm nhạc lớn của Việt Nam, giám đốc sáng tạo công ty BrandBeats Music Marketing chuyên cung cấp các sản phẩm âm nhạc, MV, TVC, chiến dịch marketing chất lượng kết hợp với các ca sĩ – nghệ sĩ nổi tiếng của Việt Nam và sản xuất nhạc phim.

#### 1. Giám đốc / Sản xuất âm nhạc các chương trình:
- Huda Centrals Got Talents
- Cuộc thi The Winner is… (2014);
- Cuộc thi MobiFone Music Contest (2016),
- Lễ trao giải Zing Music Awards và Zing Music Space (2014 - 2016)
- Đêm Hội Chân Dài (2014 – 2017)
- Bí mật đêm Chủ Nhật
- Tiger Remix 2020
- The Phoenix Empire

#### 2. Giám khảo chuyên môn:
- Cuộc thi âm nhạc Sao mai điểm hẹn (2010)
- Cố vấn team Thu Minh – Giọng hát Việt mùa đầu (2012)
- Cuộc thi tài năng Sacombank 2014.
- Cố vấn team Thu Minh - Vietnam Idol (2015)
- Cố vấn team Noo Phước Thịnh – Cuộc thi Giọng hát Việt nhí (2016)
- Cuộc thi The Remix – Hòa Âm Ánh Sáng (2015 - 2016).
- Cuộc thi MobiFone Music Contest (2016).
- So tài mix giọng (2016)
- Ngôi sao phòng thu (2016)
- Cuộc thi Sing My Song - Bài hát hay nhất (2017) cùng với Đức Trí, Lê Minh Sơn & Giáng Son
- Cố vấn team Lam Trường – Giọng hát Việt (2018)
- The Heroes - Thần tượng đổi thần tượng (2021)

Và một số cuộc thi lớn nhỏ khác.

#### 3. Sản xuất âm nhạc cho các phim:
- Cột mốc 23 (2011)
- Em là bà nội của anh (2015)
- Cô gái đến từ hôm qua (2017)
- Anh trai yêu quái (2019)
- Anh thầy ngôi sao (2019)

## Các bài hát đã sáng tác
Sau đây là danh sách một số bài hát tiêu biểu do Nguyễn Hải Phong sáng tác:
- Ba kể con nghe
- Bài ca thịt chó (Nguyễn Hải Phong - tới 4/10/2019 đạt gần 17.5 triệu lượt xem)
- Bay (Thu Minh)
- Bụi (Mây Trắng)
- Bơ vơ (B.O.M)
- Con ma
- Microphone (Thu Thủy)
- Cuộc đời là những bước chân (Hà Anh Tuấn, Bích Phương)
- Cứ ngủ say (Nguyễn Hải Phong, Phương Linh)
- Dòng thời gian
- Đa nghi (Bảo Thy)
- Đậm tình miền Trung (Trúc Nhân)
- Đôi giày vải (Lam Trường)
- Đôi mắt (Wanbi Tuấn Anh)
- Đường cong (Thu Minh)
- Em kể anh nghe (Linh Phi)
- Giấc mơ của con (Nguyễn Hải Phong, DTAP)
- Góc tối
- Hoa dại (Phan Đinh Tùng)
- Hơi đâu mà lo (Nguyễn Hải Phong, DTAP)
- Không gian ba chiều (Tóc Tiên)
- Lúc vừa yêu" (Mây Trắng/ Phan Đinh Tùng)
- Linh hồn và thể xác (nhạc phim Độc đạo chiếu trên VTV3 năm 2024)
- Lối mòn (Phan Đinh Tùng)
- Lột xác
- Lớn rồi còn khóc nhè (Trúc Nhân)
- Mình yêu từ bao giờ (Miu Lê)
- Nestea song
- Ngày hôm nay (Thu Minh/ Lam Trường)
- Ngây ngô (Lam Trường)
- Ngốc nghếch (Bảo Thy)
- Ngồi hát đỡ buồn (Trúc Nhân)
- Yolo (Minh Hằng)
- Nhà là nơi (Mỹ Linh, Mỹ Anh, Hoàng Bách, Tê Giác, Cẩm Ly, Đoàn Trần Cẩm Anh, Đoàn Trần Cẩm Uyên, Isaac, Phạm Lưu Thùy Ngân)
- Nơi ấy
- Ở nhà một mình (Mây Trắng)
- Quái phong cách (Gil Lê)
- Quần tây áo sơ mi (Phan Đinh Tùng)
- Sẻ chia khoảnh khắc (Anh Khang, Thái Trinh, Linh Phi, Suboi, Leo Hee)
- Sẽ chiến thắng (bài hát cổ động SEA Games 28 năm 2015)
- Rạng ngời vẻ đẹp không tuổi (sáng tác cùng với Bùi Công Nam)
- Tan biến
- Taxi (Thu Minh)
- Thức tỉnh (Hồ Ngọc Hà)
- Trọc (Phan Đinh Tùng)
- Vẻ đẹp 4.0 (Hồ Ngọc Hà)
- Việt Nam sẽ chiến thắng (cover "Sẽ chiến thắng", cổ động chống Đại dịch Covid-19 năm 2020, hơn 24 triệu lượt xem chỉ từ 31/3 đến 18/4)

## Học trò
Trong suốt sự nghiệp của mình, bên cạnh việc sáng tác các bài hát, Nguyễn Hải Phong còn là người đã đào tạo ra nhiều học trò, sau này họ đã có những bước tiến trên con đường âm nhạc. Những học trò nổi bật được nhạc sĩ Nguyễn Hải Phong hỗ trợ và đào tạo có thể kể đến:
- Bùi Công Nam
- Vicky Nhung
- Phan Mạnh Quỳnh
- Ưng Đại Vệ
- Đoàn Thế Lân (GreyD Monstar)
- Hoàng Hồng Ngọc
- Trần Dũng Khánh
- DTAP

## Các giải thưởng
- 2007: Lễ trao giải Bài hát Việt 2007:

Giải bài hát do khán giả bình chọn: "Bàn tay trắng"
- 2008: Lễ trao giải Bài hát Việt 2008:

1. Giải bài hát mang phong cách rock đương đại nổi bật: "Góc tối"
2. Giải Bài hát của tháng, ca sĩ được yêu thích: "Góc tối"

Chương trình Làn sóng xanh
Giải nghệ sĩ năm 2008
- 2009: Chương trình Làn sóng xanh:

Giải nghệ sĩ được yêu thích nhất 2009 và giải nghệ sĩ hòa âm được yêu thích nhất năm 2009.
- 2010: Chương trình Làn sóng xanh:

Giải nghệ sĩ được yêu thích nhất năm 2010.
- 2011: Giải thưởng video clip âm nhạc Việt Nam 2011

Giải đạo diễn music video xuất sắc nhất: "Taxi - Thu Minh"

## Gia đình
Đồng hành cùng Nguyễn Hải Phong trong suốt sự nghiệp là người vợ Phan Thủy Bảo Ly. Anh và vợ quen nhau khi cùng học đại học sau đó nên duyên vợ chồng vào năm 2010. Người con trai đầu tên là Nguyễn Hải Tường Minh (Xì Trum) và một con gái là Nguyễn Tiểu Tinh Tú (Moon). Năm 2021, Bảo Ly sinh bé trai thứ 3 tên là Sun.Bé Tường Minh đã tham gia các chương trình Bố ơi mình đi đâu thế, Bố là số 1 (cùng với ba mình), Nhanh như chớp nhí (mùa 1) (tập 1 (10 câu - 10 triệu)), Nhanh như chớp nhí (mùa 2) (7 câu). Cũng trong chương trình Nhanh như chớp nhí bé Tường Minh thể hiện tài lẻ của mình, trong mùa 1 thì thực hiện khả năng ném cho chai thắng đứng (thậm chí bịt mắt) và mùa 2 là nói lái và trượt xung quanh sân khấu bằng giày thường.